# Stamnodes discreta
Stamnodes discreta là một loài bướm đêm trong họ Geometridae.